# Phryctoria
Phryctoria (en griego: φρυκτωρία) y Pyrseia fueron sistemas de semáforos utilizados en la antigua Grecia. 
En lo relativo a la Phyctoria, las phryctoriae eran torres construidas en cimas de montañas seleccionadas para que una torre
(phryctoria) fuera visible desde la siguiente torre (normalmente a 20 millas de distancia). Las torres se utilizaban para la transmisión de un mensaje preestablecido específico. Las antorchas se encendían en una torre y después la siguiente torre y así sucesivamente, hasta llegar a la torre más lejana.
En la tragedia Orestíada, Esquilo narra cómo, al final de la guerra de Troya, Agamenón envía noticias de la derrota y caída de Troya que llegaron a su palacio lejano de Micenas vía phryctoriae. Tucídides escribió que durante la Guerra del Peloponeso, los peloponeses que estaban en Córcira fueron informados por señales de balizas nocturnas de la aproximación de sesenta barcos atenienses desde Lefkada.

## Phryctoriae y Pyrseia

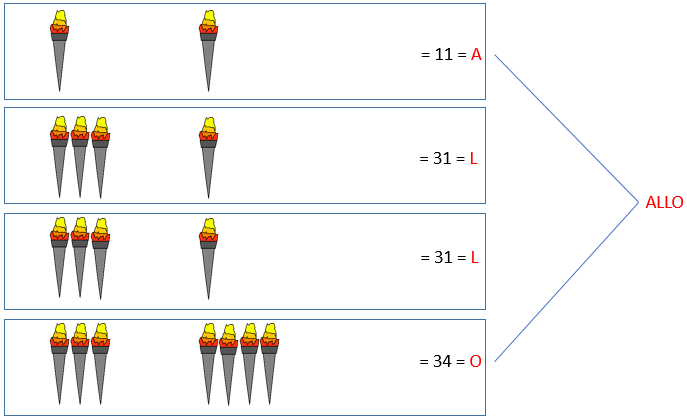
Esquema de una señal de fuego utilizando el cifrado de Polibi

En el siglo II a. C., los ingenieros griegos de Alejandría, Cleoxenes (en griego: Κλεόξενος) y Democlet (en griego: Δημόκλειτος) inventaron la pyrseia (en griego: πυρσεία). Πυρσεία de πυρσός que significa antorcha. Las letras del alfabeto griego estaban enumeradas en una mesa. Cada letra correspondía a una fila y una columna de la mesa. Mediante el uso de dos grupos de antorchas (cinco antorchas en cada grupo), la izquierda indicando la fila y la derecha la columna de la tabla, podían enviar un mensaje definiendo una letra específica mediante la combinación de antorchas.
El sistema de codificación era el siguiente:
|   | 1 | 2 | 3 | 4 | 5 |
| - | - | - | - | - | - |
| 1 | Α | Β | Γ | Δ | Ε |
| 2 | Ζ | Η | Θ | Y | Κ |
| 3 | Λ | Μ | Ν | Ξ | Ο |
| 4 | Π | Ρ | Σ | Τ | Υ |
| 5 | Φ | Χ | Ψ | Ω |   |

Cuando querían enviar la letra O (omicron), mostraban cinco antorchas en el lado derecho y tres antorchas en el lado izquierdo.